# Takui Nakajima
TAKUI, właśc. Takui Nakajima (jap. 中島卓偉 Nakajima Takui; ur. 19 października 1978 w Koga) – japoński piosenkarz gatunku j-rock.
Takui wychowywał się z ojcem i starszym o dwa lata bratem. Gdy miał trzy lata, jego matka rozwiodła się z ojcem, który prawdopodobnie stosował wobec niej przemoc, tak samo jak i wobec Nakajimy i jego brata. Po rozwodzie utrudniał synom kontakty z matką, często całkowicie ich zakazując. Mimo to Nakajima dosyć miło wspomina dzieciństwo, ponieważ ojciec starał się dać mu wszystko, czego potrzebował.
Takui zadebiutował w roku 1994 wraz z zespołem Maggie Mae, który zakończył działalność cztery lata później tuż przed podpisaniem kontraktu z wytwórnią major. W 1999 wydał swoją pierwszą taśmę demo. Następnie były single i pierwszy album, który ukazał się w 2000 roku, a nosił tytuł Nuclear Sonic Punk. Ćwiczenia pod okiem idola młodego wokalisty, Hideto "hide" Matsumoto, odniosły skutek. Nakajima stał się mistrzem gitary, a jego mocny głos podbił serca krytyków. Początki były mimo wszystko trudne. Powoli piął się w górę, w końcu debiutując w wytwórni major. Ogłoszony królem punk'n'rocka grał z wybitnymi muzykami, jak chociażby z perkusistą Guns N’ Roses, czy też muzykami z Zilch (grupy, w której wokalistą był hide). W 2010 roku wystąpił w japońskiej wersji musicalu Rent jako Angel.